# Takastenus deflexus
Takastenus deflexus är en stekelart som beskrevs av Townes, Townes och Gupta 1961. Takastenus deflexus ingår i släktet Takastenus och familjen brokparasitsteklar. Inga underarter finns listade i Catalogue of Life.